# Tantilla oaxacae
La culebra ciempiés oaxaqueña (Tantilla oaxacae) es una especie de serpiente perteneciente a la familia Colubridae. El nombre oaxacae proviene del nombre del estado mexicano donde la localidad tipo está situada.

## Clasificación y descripción
El dorso de la cabeza es color café, más oscuro que la región temporal. Manchas pre y postoculares claras pobremente definidas están presentes y confluyen debajo del ojo, o están separadas por una mancha subocular oscura. Un collar nucal color crema se extiende ligeramente posterolateralmente desde el punto medio hacia la parte posterior de la sutura parietal común, hasta cubrir porciones de las dos escamas inmediatamente posteriores a la última supralabial, pero no cruzando esta escama. El dorso del cuerpo es café. Una barra situada a la mitad del dorso comienza 2-4 escamas más allá de las parietales; anteriormente la barra está presente solamente en la hilera de escamas al medio del dorso, pero posteriormente se ensancha para cubrir las adyacentes mitades de la hilera paravertebral en el cuerpo y en la mayoría de la cola. La barra está bordeada en ambos lados por una línea difusa, irregular y color café muy oscuro a lo largo de la mitad de la hilera paravertebral. 
La variación en la escamación es la siguiente: la postnasal y una sola preocular algunas veces están en contacto. Las supralabiales son 7, con la tercera y cuarta entrando en contacto con la órbita; las infralabiales son 6, con las primeras cuatro en contacto con las escamas de la barbilla, la cuarta es las más grande y el primer par está en contacto medio. Las postoculares son 2; las temporales son 1+1; las hileras de escamas dorsales son 15; las ventrales en machos son 151-158 y 145 en hembras;  el plato anal está dividido; las subcaudales en machos son 46-52 y en hembras 45-48.

## Distribución
Elevaciones moderadas e intermedias a lo largo de la vertiente del Pacífico del sureste-centro de Oaxaca, México.

## Estado de conservación
Se encuentra catalogada como datos insuficiente (DD) en la IUCN, mientras que en la NOM-059-SEMARNAT está catalogada como protección especial.